# The World from the Side of the Moon
The World from the Side of the Moon é o álbum de estreia do cantor norte-americano Phillip Phillips, lançado em 19 de novembro de 2012 pela editora discográfica Interscope Records. As gravações iniciaram-se em 2012, após a sua vitória no programa American Idol. A sua produção esteve a cargo de Gregg Wattenberg e Drew Pearson, com auxilio de Todd Clark, Derek Fuhrmann e Les Scurry.

## Antecedentes
Phillip Phillips iniciou a escrever canções com colaboradores e produtores para as faixas do álbum antes da American Idol Tour iniciada em julho de 2012. Ele colaborou com David Ryan Harris em "Tell Me a Story", que ele descreveu como sua canção favorita no álbum e do que ele mais tem motivo para se orgulhar. Outros compositores que ele colaborou incluem Greg Holden e Drew Pearson, que escreveram sua canção de coroação, "Home". Ele escreveu com seu cunhado, Benjamin Neil "Drive Me", uma canção escrita originalmente com intuito de ser a canção de coroação. Sua namorada Hanna Blackwell também contribuiu nas estrofes das letras da faixa bônus "Take Me Away". Ele co-escreveu "Get Up Get Down" com os produtores Greg Wattenberg e Derek Fuhrmann no estúdio Wattenberg's New York. 19 faixas selecionadas foram apresentadas a ele, mas algumas foram descartadas, e dentre as escolhidas está "Gone, Gone, Gone".
O título do álbum, The World from the Side of the Moon, veio do trecho da primeira faixa do disco, "Man on the Moon". Phillips descreveu a experiência de assistir a si mesmo através de um DVD que alguém lhe deu que continha toda a temporada do Idol, "então eu meio que estava me olhando de um mundo totalmente diferente que ninguém conhece realmente. É interessante ver como isso aconteceu e tão rápido. Foi assim que eu escolhi o título: eu senti como se eu assistir-me crescer e este álbum inteiro está representando onde estou".
The World from the Side of the Moon foi gravado em três semanas no estúdio Quad Studios em Nova Iorque, depois do encerramento da digressão do Idol. Contou com a produção de Gregg Wattenberg. Phillips planejou originalmente para o álbum ser lançado no início de 2013, mas a data foi adiantada pra 19 de novembro de 2012. Nessa mesma data, foi lançada uma versão estendida do álbum contendo as faixas ao vivo "Gone, Gone, Gone," "Where We Came From", and "Man on the Moon". Essas três faixas foram retiradas do "Phillip Phillips Live EP", lançado também em 19 de novembro.

## Lista de faixas
| N.º | Título               | Compositor(es)                        | Produto(es)      | Duração |  |
| 1.  | "Man on the Moon"    | Phillip Phillips                      | Gregg Wattenberg | 3:35    |  |
| 2.  | "Home"               | Drew Pearson Greg Holden              | Drew Pearson     | 3:30    |  |
| 3.  | "Gone, Gone, Gone"   | Derek Fuhrmann Todd Clark Wattenberg  | Wattenberg       | 3:29    |  |
| 4.  | "Hold On"            | Phillips                              | Wattenberg       | 4:11    |  |
| 5.  | "Tell Me a Story"    | Phillips David Ryan Harris            | Wattenberg       | 4:21    |  |
| 6.  | "Get Up Get Down"    | Phillips Wattenberg Derek Fuhrmann    | Wattenberg       | 3:16    |  |
| 7.  | "Where We Came From" | Phillips Jon Green                    | Wattenberg       | 3:33    |  |
| 8.  | "Drive Me"           | Phillips Ben Neil                     | Wattenberg       | 3:49    |  |
| 9.  | "Wanted Is Love"     | Phillips                              | Wattenberg       | 3:46    |  |
| 10. | "Can't Go Wrong"     | Phillips Holden Pearson               | Wattenberg       | 3:37    |  |
| 11. | "A Fool's Dance"     | Phillips                              | Wattenberg       |         |  |
| 12. | "So Easy"            | Stephen Wrabel Peter Amato Pete Salis | Wattenberg       | 3:41    |  |

| Edição de luxo: faixas adicionais |                  |                |              |         |  |
| N.º                               | Título           | Compositor(es) | Produtor(es) | Duração |  |
| 13.                               | "Hazel"          | Phillips       | Wattenberg   | 2:45    |  |
| 14.                               | "Wicked Game"    | Chris Isaak    | Wattenberg   | 4:13    |  |
| 15.                               | "Home" (ao vivo) |                |              | 4:18    |  |

| Target edição de luxo: faixas adicionais |                |                           |              |         |  |
| N.º                                      | Título         | Compositor(es)            | Produtor(es) | Duração |  |
| 16.                                      | "Take Me Away" | Phillips Hannah Blackwell |              | 5:38    |  |
| 17.                                      | "Thriller"     | Rod Temperton             |              | 4:00    |  |

## Desempenho nas tabelas musicais
O álbum fez sua estreia nas tabelas musicais através da norte-americana Billboard 200 com vendas lineares a 169 mil cópias. O álbum ainda situou-se nas primeira e segunda colocação das paradas genéricas Rock Albums e Digital Albums, respectivamente. O álbum foi certificado de disco de platina pela Recording Industry Association of America (RIAA). Até novembro de 2013, o disco havia vendido 1 milhão e 33 mil cópias nos Estados Unidos.
No Canadá, o álbum alcançou a nona posição na tabela musical padrão em sua primeira semana. O álbum foi certificado como disco de ouro pela Music Canada (MC) por vendas superiores a 40 mil cópias. Seu desempenho expandiu-se ao continente oceânico ao entrar na ARIA Charts, lista da Austrália, tendo pico de número 59. Na Nova Zelândia, alcançou a 32ª colocação da publicação da Recorded Music NZ, na qual permaneceu por 8 semanas não consecutivas.
| Tabela musical (2012–13)            | Melhor posição |
| ----------------------------------- | -------------- |
| Austrália (Australian Albums Chart) | 59             |
| Canadá (Canadian Albums Chart)      | 9              |
| Estados Unidos (Billboard 200)      | 4              |
| Estados Unidos (Rock Albums)        | 1              |
| Estados Unidos (Digital Albums)     | 2              |
| Nova Zelândia (Recorded Music NZ)   | 32             |

| Tabela musical (2013)          | Posição |
| ------------------------------ | ------- |
| Estados Unidos - Billboard 200 | 14      |

| País           | Provedor     | Certificação |
| -------------- | ------------ | ------------ |
| Canadá         | Music Canada | Platina      |
| Estados Unidos | RIAA         | Platina      |